# Naimisharania
Naimisha-arania era un antiguo bosque en el norte de la India, mencionado en la obra épica Majábharata (hacia el siglo III a. C.).

## Otros nombres
- Naimiṣāraṇya (‘el bosque del pestañeo’). Se llamaba así debido a que un ejército de asuras fue destruido en un pestañeo» (nimeshá).[1]
- Naimisarania
- Naimisharania
- Naimish
- Naimeesh
- Naimsa
- Nimsar
- Nimkhar

Naimisha se encontraba sobre las orillas del río Gomati (en el estado de Uttar Pradesh, en la India).
Formaba el límite entre el reino de Panchala y el de Kosala.
Justamente la narración del Majábharata se produjo en estos bosques de Naimisha, durante una reunión de 60.000 sabios liderados por Shaúnaka Rishi, quien organizó un sacrificio a los dioses, que duraría mil años para producir paz en el mundo.
En este cónclave, Ugrásrava conocido como Sutá Goswami —contador de cuentos, hijo de Roma Jarshana, que pertenecía a la baja casta sutá— le narró a Shaúnaka y a los sabios la historia del Majábharata, la leyenda de los grandes reyes de la dinastía Bhárata.
La parte central de este discurso fue la leyenda de la batalla de Kurukshetra entre los Kauravas y los Pándavas.
Sutá Gosvami no había nacido en una familia de bráhmanas (la calificación para poder hablar de temas espirituales). Él había nacido en una familia de mezcla de castas (lo que en la India hasta hace pocas décadas se consideraba pecaminoso). En el Vaiú-purana, se dice que el deber de la casta sutá es mantener la lista de los reyes.
Tienen la obligación diaria de recitar los Itijasa (‘así sucedió’, leyendas como el Majábharata y el Ramaiana) y los Puranas como ritual.
La historia acerca de la importancia de este bosque es que después de la gran batalla del Majábharata los meditadores y yoguis liderados por el santo Shaúnaka, que estaban preocupados por el comienzo del kali iugá (la era de la degradación), se acercaron al dios creador Brahmá, de cuatro cabezas.
Como eran conscientes de los efectos degradantes de la era, le pidieron a Brahmá que les mostrara un sitio donde pudieran mantenerse protegidos de esos efectos.
Brahmá tomó una rueda (chakrá) sagrada y la hizo rodar sobre la Tierra, y les dijo que donde la rueda se detuviera, allí podrían quedarse.
Los sabios siguieron la rueda, que se detuvo en el bosque de Naimisha.
Allí los sabios se quedaron a vivir y a realizar penitencias.
Cuando Balarama (el hermano del rey dios Krishná) recorrió varios lugares de peregrinación, visitó a estos 60.000 sabios.
En el Ain-i-Akbari, el famoso libro acerca del rey mogul Akbar el Grande, hay una bella descripción de Naimisa.
El estanque mencionado en el libro es el Chakra Tirtha (sitio de peregrinación donde se detuvo el disco de Brahmá).
El estanque tiene forma hexagonal.
Otros estanques dignos de mención son:
- el lago Pancha Prayaga,
- el lago Godavari,
- el lago Kashi y
- el lago Gomati.

El famoso poeta Surdasji pasó parte de su vida en este lugar.
El capítulo «Vana parva» del Majábharata dice que todos los tirthas (lugares de peregrinación) están concentrados en Naimisha.
Se dice que este sitio es muy querido por el dios Shivá.
Existe una creencia de que es muy beneficioso desde el punto de vista kármico tomar un baño religioso en este lugar en el día de Somavati Amavasia.
En el mes de phalguna se celebra un parikrama (‘peregrinación’).
El templo principal de Naimisaranya es el de Lalita Devi.
A lo largo de todo el año, este sitio de peregrinación recibe la visita de miles de turistas, que se bañan en sus estanques para purificarse de sus pecados.

## Ubicación
Se dice que este bosque se encontraba en el distrito Sitapur del estado de Uttar Pradesh (India).
El sitio turístico (llamado Naimisharanya) está
- a 40 km (por carretera) al suroeste de Sitapur,
- a 50 km (por tren) al norte de la ciudad de Shandila y
- a 100 km (por carretera) al noroeste de la ciudad de Lucknow.